# Castrojimeno
Castrojimeno es un municipio y villa española de la provincia de Segovia, comunidad autónoma de Castilla y León. Tiene una superficie de 18,32 km² y una población de 31 habitantes (INE 2024).
Está situado en lo alto de una peña caliza, y rodeado por dos regueros, el de la Hoceca y el del Arroyo que le dan forma de quilla de barco, uniéndose en el reguero de la Hoz, que abastece al Río Duratón.

## Toponimia
La denominación actual, procede del nombre del caballero que repobló el lugar, entre 1028 y 1035, un personaje vasco-navarro llamado, Ximeno Azenares y que al castro sobre el que se asentaba el pueblo, le añadió su nombre de pila, pasando a ser en esa época de la Baja Edad Media y hasta principios del siglo XIX Castro Ximeno o Castroximeno dependiendo de quién lo escriba, en 1829 aparece ya como Castro Jimeno y posteriormente y hasta la actualidad Castrojimeno. 
La pronunciación en castellano medieval es como actualmente se pronuncia la «X» pasando a pronunciarse como «J» en el castellano medio, y posteriormente a finales del siglo XVIII pasa a escribirse «J» como actualmente se escribe y pronuncia en castellano moderno.

## Geografía

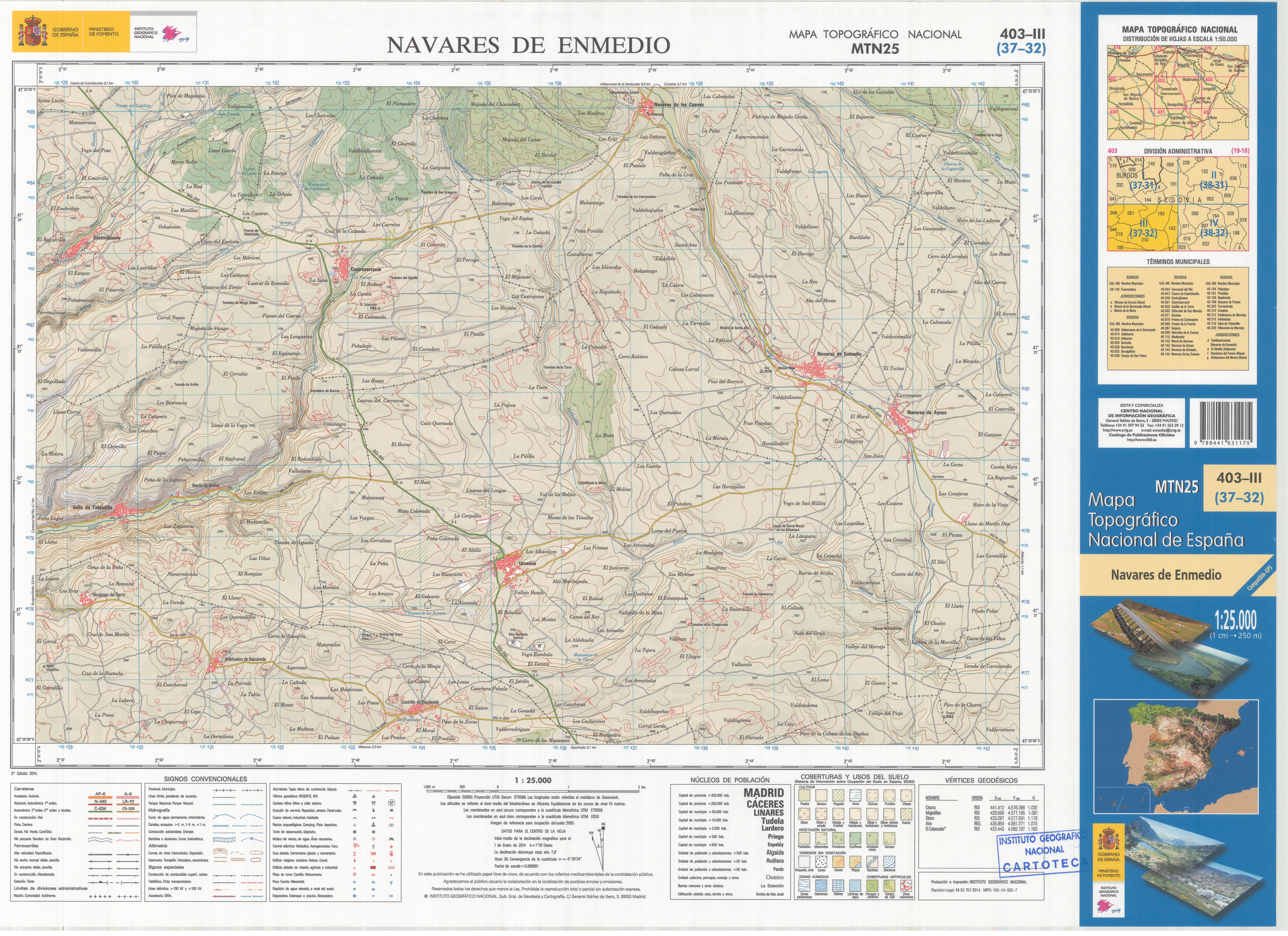
Fragmento de la hoja 403 del Mapa Topográfico Nacional de España de 2014 en el que se representa parte de Castrojimeno

| Noroeste: Castro de Fuentidueña                                        | Norte: Castro de Fuentidueña y Torreadrada   | Noreste: Castroserracín      |
| Oeste: Castro de Fuentidueña, Cobos de Fuentidueña y Carrascal del Río | Puntos cardinales                            | Este: Castroserracín         |
| Suroeste: Carrascal del Río                                            | Sur: Carrascal del Río y Valle de Tabladillo | Sureste: Valle de Tabladillo |

## Historia

Castro Ximeno anno 1030

En la Edad Media, el municipio de Castrojimeno se repobló por el concejo de Sepúlveda durante la Reconquista, perteneciendo a la Comunidad de Villa y Tierra de Sepúlveda, en la que se encuadra dentro del Ochavo de Pedrizas y Valdenavares.
En 1558, el rey Felipe II, a causa de los onerosos gastos de su política exterior, se vio obligado a vender señoríos jurisdiccionales hereditarios entre los que se encontraban las villas de Carrascal y Castrojimeno. Ante esta situación, Antonio de Luna y Valois, VI Señor de Fuentidueña, aprovechó la ocasión para negociar un acuerdo con la hacienda real que le permitiese sumar ambos señoríos jurisdiccionales a cambio de un cuento y 344 000 maravedís.
En 1559, la infanta regente Juana de Austria, otorgó la carta de venta a favor de Antonio de Luna y Valois, que fundó un mayorazgo de segundagenitura, incompatible con el Señorío de Fuentidueña, para Pedro de Luna y Rojas, primer hijo de su segundo matrimonio.

## Geografía humana

### Demografía
Cuenta con una población de 31 habitantes (INE 2024).

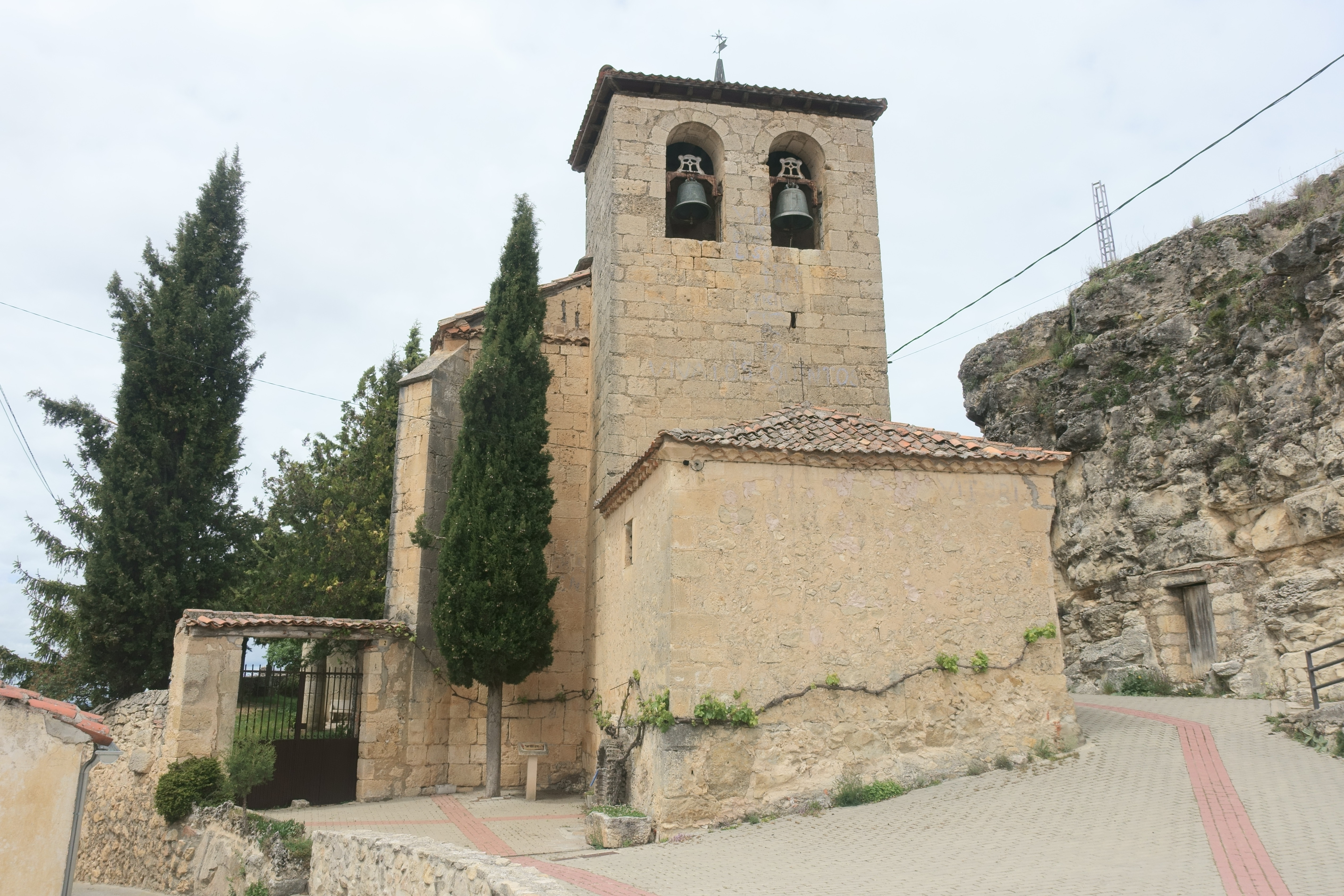
Iglesia de Nuestra Señora de la Esperanza

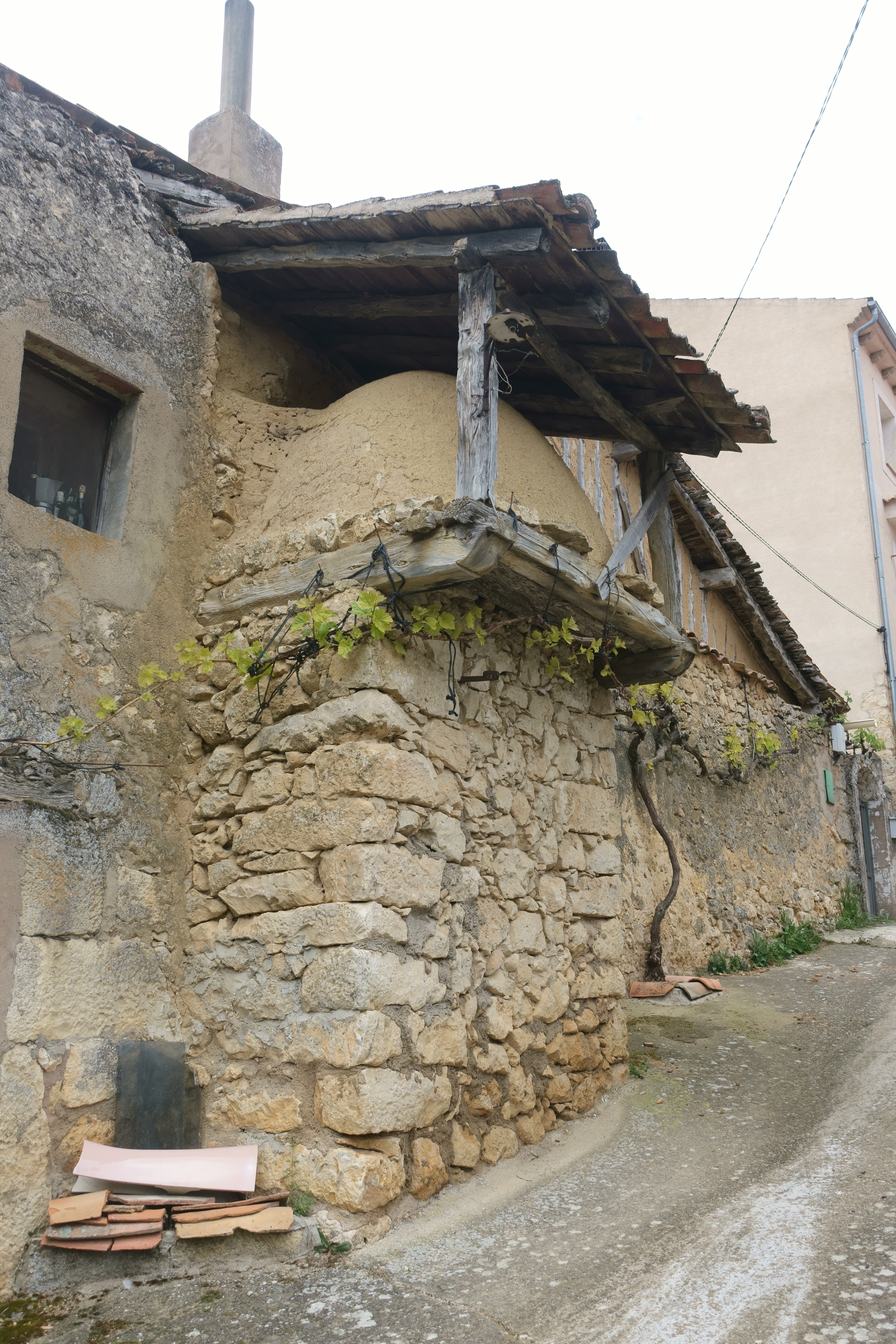
Horno tradicional

| Gráfica de evolución demográfica de Castrojimeno entre 1842 y 2021                                                    |
| |
| Población de derecho según los censos de población del INE. Población de hecho según los censos de población del INE. |

## Administración y política
| Periodo   | Nombre                   | Partido | Partido |
| --------- | ------------------------ | ------- | ------- |
| 1979-1983 | Luís San Ignacio Guerra  |         | UCD     |
| 1983-1987 | Elías San José Martín    |         | PSOE    |
| 1987-1991 | Saro San José Cuesta     |         | PSOE    |

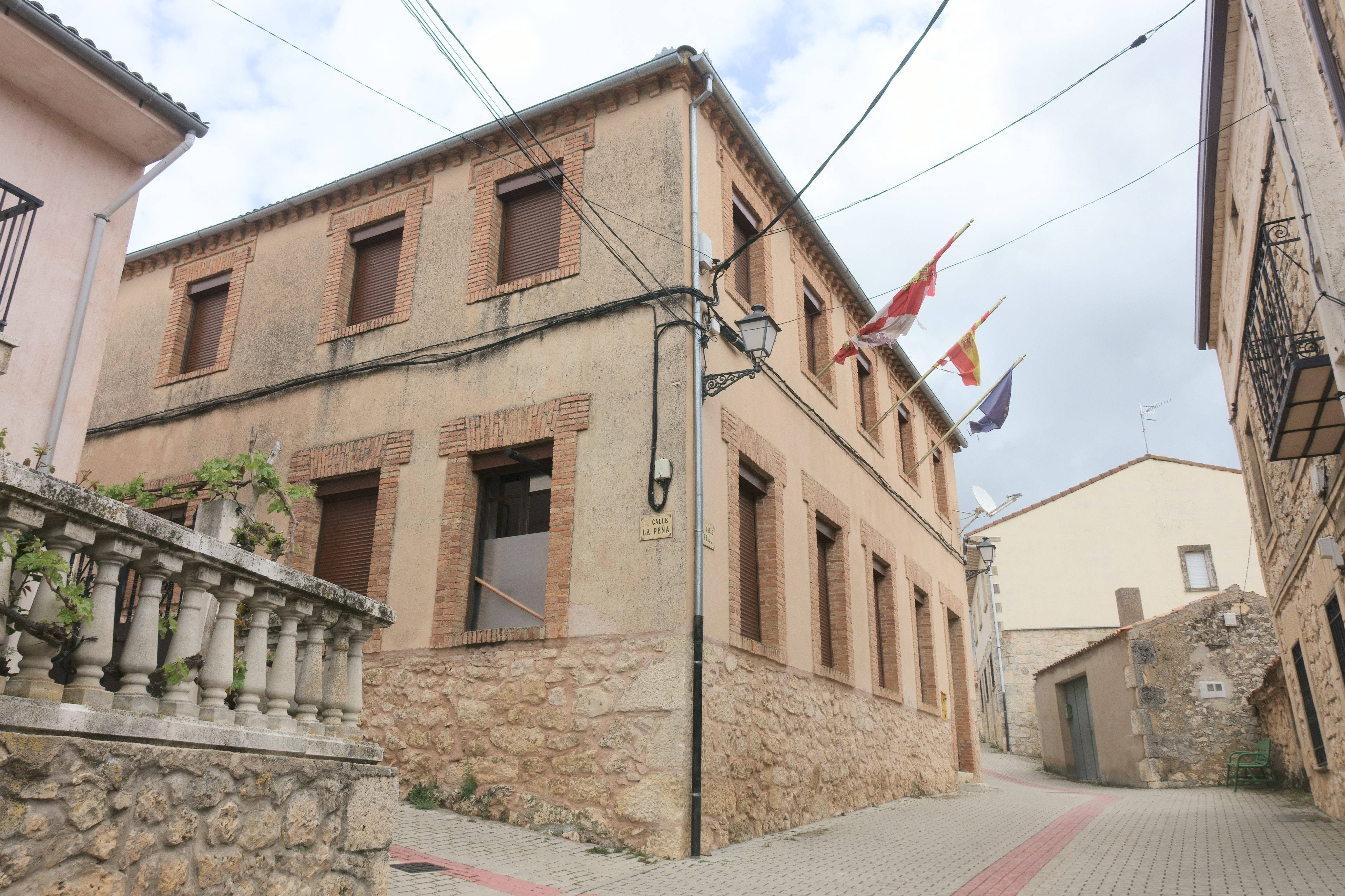
Casa consistorial

| 1991-1995 | Jesús San Ignacio Guerra |         | PP      |
| 1995-1999 | Nicolás Adanero Pérez    |         | PSOE    |
| 1999-2003 | Margarita Lavirgen Valle |         | PP      |
| 2003-2007 | Margarita Lavirgen Valle |         | PP      |
| 2007-2011 | Margarita Lavirgen Valle |         | PP      |
| 2011-2015 | Enrique San José Martín  |         | PSOE    |
| 2015-2019 | Enrique San José Martín  |         | PSOE    |
| 2019-2023 | Enrique San José Martín  |         | PSOE    |
| 2023-act. | Enrique San José Martín  |         | PSOE    |